# Diagonale partielle
Pour les articles homonymes, voir Diagonale (homonymie).
Une diagonale partielle d'une matrice en deux dimensions, est une des diagonales morcelées de la matrice. C'est-à-dire qu'il faut passer de haut en bas ou de droite à gauche ou inversement pour la former.
Exemple :
| 1 | 2 | 3 | 4  |
| 0 | 5 | 4 | 41 |
| 5 | 4 | 6 | 0  |
| 8 | 5 | 2 | 1  |

En lisant de haut en bas, la diagonale partielle mise en évidence est (2,4,0,8).
On peut facilement visualiser les diagonales partielles d'une matrice en dupliquant la matrice à ses extrémités pour "finir" la diagonale :
| 1 | 2 | 3 | 4  | 1 | 2 | 3 | 4  |
| 0 | 5 | 4 | 41 | 0 | 5 | 4 | 41 |
| 5 | 4 | 6 | 0  | 5 | 4 | 6 | 0  |
| 8 | 5 | 2 | 1  | 8 | 5 | 2 | 1  |

La même diagonale partielle a été mise en évidence
Ces diagonales sont utilisées dans la manipulation de Carré Panmagique ou de matrice d'espace vectoriel.